# Tennistoernooi van Eastbourne 2023
Het tennistoernooi van Eastbourne van 2023 werd van maandag 26 juni tot en met zaterdag 1 juli 2023 gespeeld op de grasbanen van de Devonshire Park Lawn Tennis Club in de Engelse kustplaats Eastbourne. De officiële naam van het toernooi was Rothesay International.
Het toernooi bestond uit twee delen:
- WTA-toernooi van Eastbourne 2023, het toernooi voor de vrouwen
- ATP-toernooi van Eastbourne 2023, het toernooi voor de mannen

## Toernooikalender
| Eastbourne        | juni 2023 | juni 2023 | juni 2023 | juni 2023    | juni 2023    | juli 2023 |
| Eastbourne        | maa 26    | din 27    | woe 28    | don 29       | vrĳ 30       | zat 1     |
| ----------------- | --------- | --------- | --------- | ------------ | ------------ | --------- |
| vrouwenenkelspel  | 1e ronde  | 1e ronde  | 2e ronde  | kwartfinale  | halve finale | finale    |
| vrouwendubbelspel | 1e ronde  | 1e ronde  | 2e ronde  | 2e ronde     | halve finale | finale    |
| mannenenkelspel   | 1e ronde  | 1e ronde  | 2e ronde  | kwartfinale  | halve finale | finale    |
| mannendubbelspel  | 1e ronde  | 1e ronde  | 2e ronde  | halve finale | finale       |           |

ATP-toernooi van Eastbourne – WTA-toernooi van Eastbourne

2009 · 2010 · 2011 · 2012 · 2013 · 2014 · 2015 · 2016 · 2017 · 2018 · 2019 · 2020 · 2021 · 2022 · 2023 · 2024